# Поверхность Неовиуса

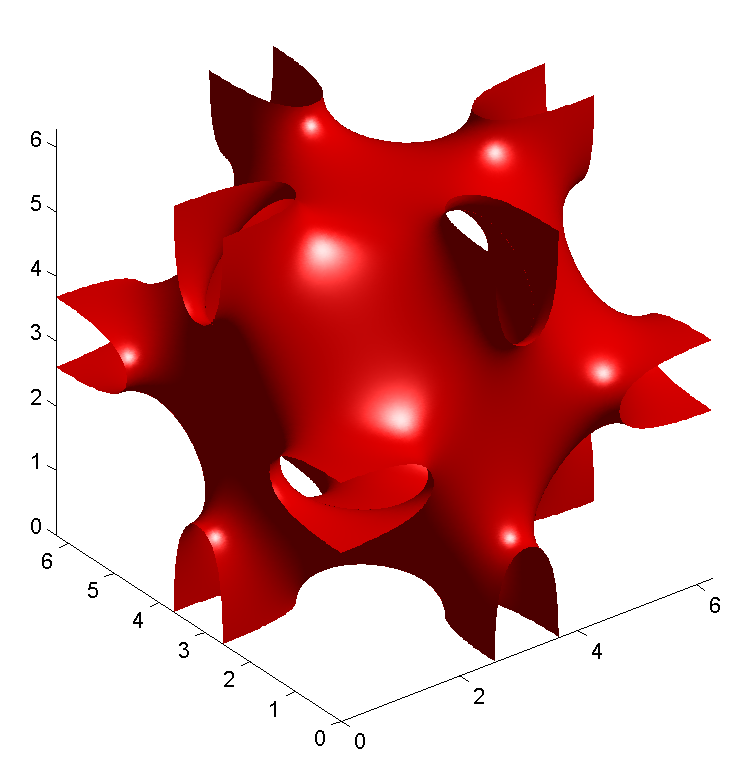
Минимальная поверхность Неовиуса.

Поверхность Неовиуса — трижды периодическая минимальная поверхность, первоначально обнаруженная финским математиком Эдвардом Рудольфом Неовиусом (дядя Рольфа Неванлинны).
Поверхность имеет род 9 и делит пространство на два бесконечных неэквивалентных лабиринта. Подобно многим другим трижды периодическим минимальным поверхностям, она изучалась в связи с микроструктурами блок-сополимеров, ПАВ-водных смесей и в связи с кристаллографией мягких материалов.
Поверхность можно аппроксимировать поверхностью уровня
{\displaystyle 3[\cos(x)+\cos(y)+\cos(z)]+4\cos(x)\cos(y)\cos(z)=0}
В категоризации Шона поверхность названа C(P), поскольку она является «дополнением» поверхности Шварца P.  Поверхность может быть дополнена ручками, переводя поверхность в расширенный правильный октаэдр (по категоризации Шона).